# Traugott Karl August Vogt

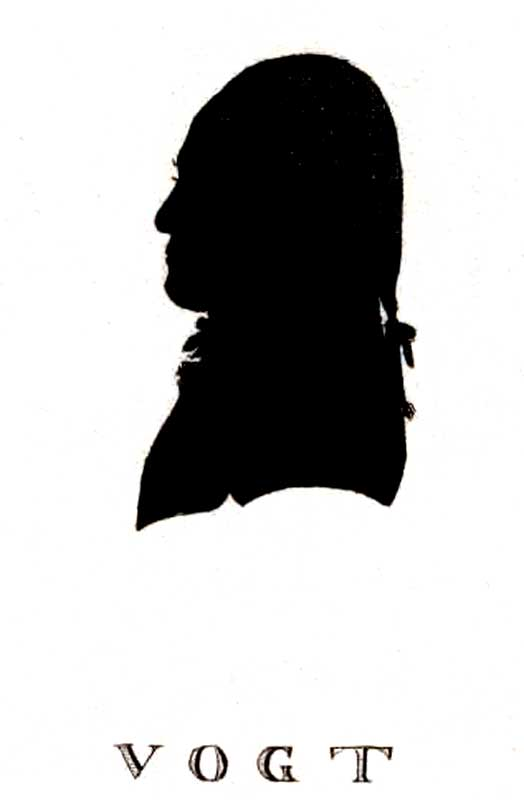
Traugott Karl August Vogt als Scherenschnitt abgebildet

Traugott Karl August Vogt (* 2. Dezember 1762 in Gorsleben; † 21. Juli 1807 in Wittenberg) war ein deutscher Mediziner.

## Leben
Geboren als Sohn des Juristen Ernst August Vogt († 1777) und dessen Frau, einer geb. Heßler, wurde er von seinem zweiten bis fünfzehnten Lebensjahr in Kindelbrück erzogen. 
1777 besuchte er das Lyzeum in Nordhausen. Vogt wurde am 29. Mai 1786 an der Universität Wittenberg immatrikuliert, wo er nach dem Wunsch der Mutter ein Studium der Theologie aufnahm. 1787 wendete er sich einem Studium der Medizin zu. Nachdem er am 18. Dezember 1793 das medizinische Kandidatenexamen bestanden hatte, ging er im Winter 1795 nach Dresden, wo er bis 1796 ein praktisches anatomisches Studium betrieb. Zurückgekehrt nach Wittenberg, fand er am 4. April 1796 eine Anstellung als Prosektor des Anatomischen Theaters der Wittenberger Akademie, erwarb am 8. April 1796 das Lizentiat der Medizin, avancierte am 30. April 1798 zum Magister der Philosophie und wurde am 8. Januar 1799 zum Doktor der Medizin promoviert. 
Am 3. März 1800 wurde er außerordentlicher Professor an der Medizinischen Fakultät, avancierte am 30. April zum Adjunkten des Kreisphysikus und erhielt auch ein Physikat in der Stadt Kemberg. 1802 wurde Vogt Nachfolger von Friedrich Ludwig Kreysig (1770–1839) als Substitut von Johann Gottfried Leonhardi. In dieser Funktion hat er in seinem Vorlesebetrieb vor allem Themen zur Chirurgie behandelt. Nachdem Kreysig 1803 als Leibarzt nach Dresden gegangen war, entstand durch den Tod Georg Rudolph Böhmer und die Abwesenheit Leonardis ein akademisches Vakuum, so dass man eine Neuordnung des Professorenkollegiums vornahm. Vogt, der schon im akademischen Betrieb der Universität eingebunden war, übertrug man 1804 die Professur für Anatomie und Physiologie. 
Er war im Wintersemester 1805 auch Rektor der Wittenberger Hochschule gewesen, war Mitglied der kaiserlichen physikalischen medizinischen Sozietät in Moskau, Ehrenmitglied der Leipziger ökonomischen Sozietät und Mitglied der Meißner Gesellschaft für die Förderung des Weinbaus. Vogt starb an einer Brustkrankheit, die durch die Folgen eines Sturzes vom Pferd hervorgerufen wurde. Aus seiner Ehe mit Johanna Christiane Schilling überlebten ihn drei Töchter. Die Geburt seines Sohnes Karl August Traugott Vogt, des späteren lutherischen Theologen, erlebte er nicht mehr.

## Schriften
1. Anatomisch-physiologisch-chirurgische Abhandlung eines sehr seltenen zusammengesetzte Bruchs beider Schulterblätter und des rechten Schlüsselbeins. Mit 2. Kupf.  Leipzig, Wittenberg 1800
2. Progr.[1] Quo, puerperam tanquam personam graviter vulneratam tractari debere, ostenditur. Wittenberg 1802
3. Progr. Quo caussas ad frequentiorem Erysipelatis reditum praedisponentes exposuit. Wittenberg 1802
4. Progr. Quo terrorem pergravem abortus caussam esse, nupero exemplo probatur. Wittenberg 1802
5. Progr. De habitu oculi cum habitu cutis maxime consentiente. Part. 1–5, Wittenberg 1802
6. Progr. Quo caussae quaedam hydroceles curationem palliativam, seu potius inperfectam excusantes commemorantur. Part 1 et. 2. Wittenberg 1802
7. Progr. Inest prolusionum Boehmerianarum Spec. VIII. plantas fabulosas amatoria aliaque virtute superstitiosas recensens. Wittenberg 1803
8. Progr. De amborum pedum gangraena, in dextro sanata, in sinistro lethali. Wittenberg 1804
9. Progr. De ulceris per VII annos tracti felici sanatione. Part I. Wittenberg 1803, Part II. Ebenda 1804
10. Progr. Inest Physconiae renalis commemoratio. Wittenberg 1804
11. Progr. De vitiis Systematis chylopoëtici mechanicis et organicis. Part I. Und II. Wittenberg 1804
12. Progr. In quo studium Anatomes practicum exponitur. Part I. 1–5 Sect. Wittenberg 1804
13. Progr. De miro naturae studio in discutiendis ecchymosibus conspicuo. Part 1–4 Wittenberg 1805, Part 5 u. 6 ebenda 1806
14. Enumeratio plantarum circa Vitebergam in aqvus, locis paludosis et humidis praecipvarum nec non officinalium sponte crescentium / Cum praefamine, Wittenberg 1804 (Vorrede)